# 찰스 디킨스

찰스 존 허펌 디킨스(영어: Charles John Huffam Dickens, 문화어: 챨즈 디킨즈, 1812년 2월 7일 - 1870년 6월 9일)는 영국의 소설가이자 사회 비평가이다. 그는 세계에 가장 널리 알려진 소설 속의 인물을 만들어냈고, 빅토리아 시대를 대표하는 영국의 소설가가 되었다.
화가 시모어(Robert Seymour)의 만화를 위해 쓰기 시작한 희곡 소설 《The Pickwick Papers(원제:The Posthumous Papers of the Pickwick Club)》(픽윅 보고서)를 분책(分冊)으로 출판하여 일약 유명해졌다. 그는 특히 가난한 사람에 대한 깊은 동정을 보이고, 사회의 악습에 반격을 가하면서, 사회에 실상에 대한 묘사를 이야기 형식으로 완성했다. 후기 소설에는 초기의 넘치는 풍자는 약해졌으나, 구성의 치밀함과 사회 비평의 심화는 주목할 만하다. 그의 작품으로 자전적 요소가 짙은 《데이비드 코퍼필드》, 《위대한 유산》 등을 비롯 《올리버 트위스트》, 《크리스마스 캐럴》, 《두 도시의 이야기》 등이 있다.

## 생애

### 어린시절
찰스 디킨스는 영국의 포츠머스에서 해군 경리국의 하급 관리였던 존 디킨스와 그의 아내 엘리자베스 배로의 슬하 여덟 아이 가운데 둘째 아들로 1812년 2월 7일 태어났다. 찰스가 다섯 살 때, 가족은 채텀(Chatham)으로 이사했다. 그리고 그가 열 살 때, 가족은 다시 런던의 캄덴으로 이사했다.
사립학교에서 약간의 교육을 받았지만, 경제관념이 부족했던 아버지가 채무 관계로 곤란을 겪으면서 가세가 점점 기울었다. 디킨스는 공부에 더 많은 관심을 보였으나, 부모님의 권유로 돈을 벌기 위해 12살 때 런던의 한 구두약 공장에 견습공으로 취직하여 열악한 환경 속에서 하루 10시간의 노동을 해야 했다. 이로 인해 디킨스는 어른들을 믿지 못하게 되었고, 이 경험은 그에게 큰 상처를 남겼으며, 자서전적인 소설인 《데이비드 코퍼필드》(1849∼1850)에는 중산층에 속한다고 생각했던 어린 찰스가 노동자로 전락하여 느끼는 고통스러운 좌절감이 잘 나타나 있다. 자본주의 발흥기(勃興期)에 접어들던 19세기 전반기의 영국 대도시에서는, 번영의 이면에 무서운 빈곤과 비인도적인 노동(연소자의 혹사 등)의 어두운 면이 있었다.

### 글을 쓰다
디킨스는 중학 과정의 학교를 2년 정도 다니다가 15세때 변호사 사무실에서 사환을 했으며 다음해 1828년 법원의 속기사를 거쳐서 신문사 속기 기자가 되었다. 이후 그는 여러 신문사에 글을 기고하게 되는데, 1834년 《아침 신문》의 의회 담당 기자가 되어 처음으로 ‘보즈’라는 필명으로 런던의 삶에 대한 여러 편의 글을 발표했고, 1835년 조지 호가스가 편집인인 《저녁 신문》에 〈런던의 풍경〉 등 여러 글을 기고했다. 디킨스는 조지 호가스와 인연을 맺으면서 그의 딸인 캐서린과 결혼하게 되었고, 처제인 메리를 데리고 첼시에 정착하는데, 메리가 1837년에 갑작스러운 병으로 죽자 엄청난 충격을 받았다. 순수했던 메리에 대한 그리움은 나중에 《골동품 가게 이야기》(1840∼1841)에서 어린 넬로 재현된다. 이후 아내와도 이혼하게 되고, 1870년 사망할 때까지 27살 연하의 여배우 엘렌 터넌과 동거한다.

### 세상을 떠나다
소설의 인기로 많은 돈을 벌게 된 디킨스는 가정적으로는 별로 행복하지 못했다. 결국 거듭된 과로로 인해 《에드윈 드루드의 비밀》을 완성하지 못하고, 1870년 6월 9일 58세의 나이로 개즈 힐에서 숨을 거두었다. 이후 디킨스는 성공회 교회인 웨스트민스터 사원의 시인들의 묘역에 안장되었다. 그의 묘비에는 다음과 같이 씌어 있다.
He was a sympathiser to the poor, the suffering, and the oppressed; and by his death, one of England's greatest writers is lost to the world.
그는 가난하고 고통 받고 박해 받는 사람들을 동정했으며 그의 죽음으로 인해 세상은 영국의 가장 훌륭한 작가 중 하나를 잃었다.

디킨스가 세상을 떠났다는 말을 듣고 노동자들은 주막에서 “우리의 친구가 죽었다”고 울부짖었다 한다. 디킨스의 사망 소식에 당시 신문과 잡지들은 며칠 동안 그의 일대기로 지면을 도배하다시피 했다. 한 신문의 부고는 디킨스의 소설이 갖는 시대적 의미를 보여준다.
디킨스가 써서 유통한 소설은 정말 그날의 토픽이었다. 그의 소설은 정치나 뉴스와 거의 흡사하게 보였다. 마치 그게 문학에 속한 것이 아니라 사회적 사건인 것처럼.

### 미국 방문[3]
1842년 1월 3일 디킨스는 브리태니아 증기선을 타고 그의 아내 캐더린과 미국을 방문하였다.  방문목적은 국가간의 저작권 문제를 논의하기 위해서였다.  디킨스는 미국에서 그의 책이 불법으로 판매되었고 그의 책 판매 수입은 전혀 없었다.  1891년에 최초로 국가관 저작권법이 만들어졌다.  4개월 후에 영국 귀국 후 그는 미국의 노예 제도에 불만을 표시하였고, 미국의 출판사의 정보 부족을 꼬집었다.  그의 미국 방문 동안 그가 만난 사람들은 헨리 워즈워스 롱펠로, 에드거 앨런 포, 존 퀸시 애덤스, 존 타일러, 윌리엄 채닝등이다. 
1867년 11월 19일 그의 두번째 미국 방문이 이루어졌고, 그의 몸은 급속도로 악화되었으며, 마크 트웨인 등을 만났다. 

## 소설 작품

### 사회비판
그의 작품 중에서 가장 잘 알려진 것들을 몇 작품 든다면, 《위대한 유산》, 《데이비드 코퍼필드》, 《올리버 트위스트》, 《니콜라스 니클비》, 《크리스마스 캐럴》 등이 있다. 그의 사후에 출판된 책으로는 《예수 그리스도의 생애》가 있는데, 예수 그리스도를 신앙의 대상이 아닌, 본받음의 대상으로 따르려고 하고 있다. 그의 자녀들에게 그리스도에 대해 쉽게 설명하기 위해서 쓴 책이기 때문이다. 《데이비드 코퍼필드》는 논쟁의 여지는 있지만, 그의 대표적인 소설이며 자서전적인 이야기를 담고 있다. 《Little Dorrit》은 신랄한 풍자로 이루어진 명작이다.
디킨스의 소설들은 사회적인 기록을 작품으로 옮긴 것들이었다. 그는 빅토리아 시대의 빈곤과 사회 계층에 대한 신랄한 비평가였다.

### 연극
디킨스는 세상에서 탈출하는 한 수단으로 연극에 매료되었고, 이러한 연극과 연극인에 대한 그의 태도는 그의 작품 《니콜라스 니클비》에 녹아 있다. 디킨즈 자신도 자신의 작품의 장면들을 대중들 앞에서 매우 자주 낭독하여 연출가로서의 역량을 보여 주었다. 그는 공연 투어를 통해 영국 전역과 미국을 널리 여행했다.
디킨스의 작품 스타일은 현란하고 시적이다. 영국 귀족주의의 속물근성에 대한 그의 풍자 — 그는 그의 작품 속에서 그러한 인물을 “고귀한 냉장고”라고 부른 바 있다 — 는 사악할 정도로 익살맞다. 그의 소설속에 나오는 인물 중의 몇몇은 괴기스럽기까지 하여, 그의 작품중에는 유령이 등장하거나, 유령 이야기가 나열되는 작품들이 있다. 예를 들면 [하나의 성탄절 벨]에는 일곱 명의 유령이 등장하는 데, 그에 맞서 싸우는 스크루지가 묘사된다.

### 비판
그와 동시대 작가 중 몇몇과 마찬가지로, 오늘날의 관점에서 볼 때 그의 작품들 중 몇 가지는 반유대주의로 비판되고 있다. 예를 들어, 《올리버 트위스트》의 패긴이라는 인물은 메부리코와 탐욕스러운 눈을 가진 전형적인 유대인으로 묘사되어 있다. 물론 디킨즈가 홀로코스트가 일어나기 이전의 사회에 살았음은 기억해두어야 한다. 그리고 단지 드라마틱한 효과를 위해서 그러한 인물을 설정했다는 것에도 일견 타당성이 있다. 《크리스마스 캐럴》에 등장하는 악역인 스크루지는 동양과 서양이 섞인 혼혈인으로 설정되었기 때문이다.

### 연민
그의 전 작품을 통해, 디킨스는 보통 사람들에 대한 공감을 유지하고, 상류사회에 대한 회의를 간직하고 있었다. 《크리스마스 캐럴》에서 실업자, 성 노예자 등의 인물에 대한 연민을 찾아 볼 수 있다.

### 성찰
디킨스의 탁월성은 대중성과 사회 현안에 대한 성찰에 있다. 디킨스의 인생에서 가장 흥미로운 것은 대중과의 연애였다. 그는 평생 대중과 연애하듯이 그들에게 충심을 다했고 그의 모든 일이 대중의 관심을 받았다. 그는 생애 마지막 10년 동안 소설 낭독을 위해 영국 곳곳과 미국을 여행했다. 가는 곳마다 대대적인 성공이었고 대중들의 눈물 어린 환대와 지역 유지의 영접을 받았다. 그의 낭송 여행은 개인적 이벤트로 생각되지 않았고 처음부터 끝까지 공적이며 국제적인 행사로 받아들여졌다. 디킨스에 대한 대중의 사랑은 평생 변함이 없었다. 그는 사람들의 마음에 호소하여 경탄을 받은 정도가 아니라 사랑을 받았고 친구로 여겨졌다. 디킨스는 마치 현대의 최고 할리우드 스타가 누리는 만큼의 대중적 인기를 소설가로서 누렸고, 현대 주요 일간지가 사회 현안에 미치는 영향만큼이나 그의 의견은 사회에 큰 영향을 미쳤다. 찰스 디킨스는 다시 말해 세계에서 가장 중요한 작가 중 하나이다.
찰스 디킨스는 가난에 대한 경험, 부의 경험도 누려본 작가로서 둘에 대한 비판을 수월하게 해내었다. 하지만 요즘에 화두에 오르는 매체에 의하면 찰스 디킨스는 가난한 사람들이 구걸할 때에는 귀찮다는 식으로 대했다고 한다. 하지만 이것은 루머일 뿐, 찰스 디킨스의 디킨지안(dickensian) 소설은 역사에 길이 남을 것이다.

## 문체
디킨스는 전통 피카레스크 소설, 멜로드라마, 감상 소설 등에서 다양한 문학적 영향을 받았다. 영국 전기 작가 피터 애크로이드는 디킨스가 가장 중요한 영향을 ‘아리비안 나이트’에서 받았다고 말한다. 피카레스크 소설의 중심은 풍자와 아이러니다. 코미디도 피카레스크 소설에서 빼놓을 수 없으며 로렌스 스턴, 헨리 필딩, 토비아스 스몰렛이 주축이 된 영국 전통 피카레스크 소설을 이끌었다. 필딩의 ‘기아 톰 존스의 이야기(The History of Tom Jones, a Foundling)’는 디킨스를 포함한 19세기 후반 소설가들에게 주요한 영향력을 행사했다. 심지어 디킨스는 필딩의 책을 유년시절에 읽고 그의 아들에게 ‘헨리 필딩 디킨스’ 라는 이름을 지어줬다.
디킨스의 문체는 언어적 창의성이 풍부하다. 캐리커처에 재능이 있는 디킨스는 풍자를 실감나게 잘한다. 초기 평론가들은 디킨스가 예리하고 실용적인 감각으로 유쾌한 삶을 포착해내는 점이 로코코 시대의 영국의 화가 윌리엄 호가스와 비슷하다고 생각했다. 그러나 호가스와 다르게 디킨스는 동시대의 인기 있는 극장의 관습을 반영하여 내용을 다양한 계층 언어로 표현하였고 이에 극찬을 받았다. 디킨스는 독자들을 사로잡을 등장인물의 이름을 창작해는 것에 집중하였는데 독자들이 연관성을 느끼고, “우화적 자극”으로 소설의 의미를 주제에 담을 수 있게 하기 위해서였다. 많은 예시들 중 하나를 가져오자면 책 ‘데이비드 코퍼필드(David Copperfield)’ 에서의 등장인물 ‘에드워드 머드스톤(Edward Murdstone)’은 쌍둥이가 암시한 살인(murder)과 돌(stone)처럼 차가운 냉기를 떠오르게 한다. 또한 디킨스의 문체는 환상과 현실이 조화롭게 어울린다. 디킨스가 영국의 귀족적 속물 근성을 풍자한 것은 유명하다. (그는 한 인물을 “고귀한 냉장고” 로 불렀다) 환상의 비행이라고 극찬 받은 비유에는 고아를 주식/배당금에, 사람들을 줄다리기에, 저녁 만찬 손님을 가구에 비유한 것이 있다.
디킨스는 삽화가들에게 전체적 스토리를 먼저 제공하여 등장인물 및 설정을 그가 생각한대로 정확히 그려 낼 수 있게 했다. 삽화가에게 1달분의 삽화 계획을 미리 준 후 디킨스는 글을 썼다. 책 “Our Mutual Friend”의 삽화가인 마커스 스톤은 디킨스를 회상하며 그가 “한 등장인물의 아주 작은 특징과 내가 창작해 낸 인물의 생애를 세세하게 묘사할 준비”를 강조했던 것을 기억한다.

## 주요 작품 목록
- 《Sketches by Boz》(1836)
- 《픽윅 보고서》(1836)
- 《올리버 트위스트》(1837-1839)
- 《니콜라스 니클비》(1838-1839)
- 《골동품 가게 이야기》(1840-1841)
- 《Barnaby Rudge》(1841)
- 《그 아이의 이야기》(1842)
- 《크리스마스 캐럴》(1843)
- 《Martin Chuzzlewit》(1843-1844)
- 《Dombey and Son》 (1846-1848)
- 《데이비드 코퍼필드》(1849-1850)
- 《A Child's History of England》(1851-1853)
- 《황폐한 집》(1852-1853)
- 《어려운 시절》(1854)
- 《작은 도릿》(1855-1857)
- 《두 도시 이야기》(1859)
- 《위대한 유산》(1860-1861)
- 《Our Mutual Friend》(1864-1865)
- 《에드윈 드루드의 비밀》(1870)